# Peter Longerich
Peter Longerich (ur. 1955 w Krefeld) – niemiecki historyk, profesor historii nowożytnej w college’u Royal Holloway na Uniwersytecie Londyńskim. Zajmuje się historią Holokaustu i narodowego socjalizmu, jest autorem m.in. biografii Heinricha Himmlera i Josepha Goebbelsa.

## Życiorys
Urodził się w kraju związkowym Nadrenia Północna-Westfalia, w zachodnich Niemczech. Ukończył studia na Uniwersytecie Ludwika i Maksymiliana w Monachium (Bawaria). Pracował w monachijskim Instytucie Historii Współczesnej (Institut für Zeitgeschichte), Instytucie Fritza Bauera (Fritz Bauer Institut) we Frankfurcie nad Menem oraz w Centrum Studiów nad Holokaustem Muzeum Holokaustu w Waszyngtonie (the Centre for Advanced Holocaust Studies at the United States Holocaust Memorial Museum). Był założycielem Ośrodka Badań nad Holokaustem (Holocaust Research Centre) na Uniwersytecie Londyńskim. Od 2013 pracuje na Uniwersytecie Bundeswehry w Monachium.

## Książki przełożone na język polski[3]
- 2014: Himmler. Buchalter śmierci
- 2014: Goebbels. Apostoł diabła
- 2017: Hitler. Biografia
- 2018: Konferencja w Wannsee. Droga do „ostatecznego rozwiązania”